# Gelis inermis
Gelis inermis là một loài tò vò trong họ Ichneumonidae.